# 6701 Warhol
6701 Warhol este o planetă minoră (asteroid), cu un diametru de 8,938 km, din centura de asteroizi. A fost descoperită pe 14 ianuarie 1988 la Observatorul Kleť de Antonín Mrkos și a fost numită după Andy Warhol. 
Obiectul prezintă o orbită caracterizată de o semiaxă mare de 2,5973473 UAi, o excentricitate de 0,15, o înclinație de 12,752 ° în raport cu ecliptica.